# Novosedly (Distrito de Břeclav)
Novosedly (Moravia meridionale) é uma comuna checa localizada na região de Morávia do Sul, distrito de Břeclav‎.

## Desenvolvimento da população
| Ano do censo | População | Divisão | Divisão | Divisão |
| Ano          | População | Alemães | Checos  | outros  |
| 1793         | 668       | -       | -       | -       |
| 1836         | 599       | -       | -       | -       |
| 1869         | 1183      | -       | -       | -       |
| 1880         | 1288      | 1278    | 9       | 1       |
| 1890         | 1364      | 1358    | 5       | 1       |
| 1900         | 1343      | 1334    | 2       | 7       |
| 1910         | 1348      | 1341    | 3       | 4       |
| 1921         | 1427      | 1309    | 76      | 42      |
| 1930         | 1472      | 1278    | 158     | 36      |